# 天津市静海区第一中学
天津市静海区第一中学，简称静海一中，始建于1958年，位于天津市静海区地纬路19号，是天津市静海区唯一的天津市市级重点中学。